# Разорение Киева (1651)
Разорение Киева литовским войском Януша Радзивилла — событие в ходе восстания Хмельницкого. В июле 1651 года польный гетман литовский Януш Радзивилл взял Киев и удерживал его около месяца. Несмотря на добровольную сдачу, Киев подвергся разграблению и на 80% выгорел от пожаров. В войске Радзивилла находился голландский живописец Абрахам ван Вестерфельд, оставивший ряд ценных изображений современных ему строений и руин Киева.
Воспользовавшись участием основной части казацкого войска в походе на запад (Берестецкая битва) и слабыми силами, оставленными для обороны Киева, Януш Радзивилл выступил из Великого княжества Литовского в поход. В битве под Лоевом он разгромил войско черниговского полковника Мартына Небабы, «выжег и высек» Чернобыль и двинулся на Киев. Руководившие обороной города полковники Антон Жданович и Филон Гаркуша попытались организовать сопротивление на берегу Ирпеня близ Дымера, однако оно оказалось неудачным. Киевское духовенство во главе с Сильвестром Косовым призывало полковников не воевать с Радзивиллом и уступить ему город. Оно послало делегацию и к самому Радзивиллу с изъявлением покорности и просьбой не разрушать Киев. В Киеве к тому моменту уже началась паника, мещане массово бежали из города, увозя свои пожитки. В результате нехватки сил для сопротивления и позиции духовенства Жданович и Гаркуша отступили, не надеясь на помощь от Хмельницкого, проигравшего накануне Берестецкую битву.

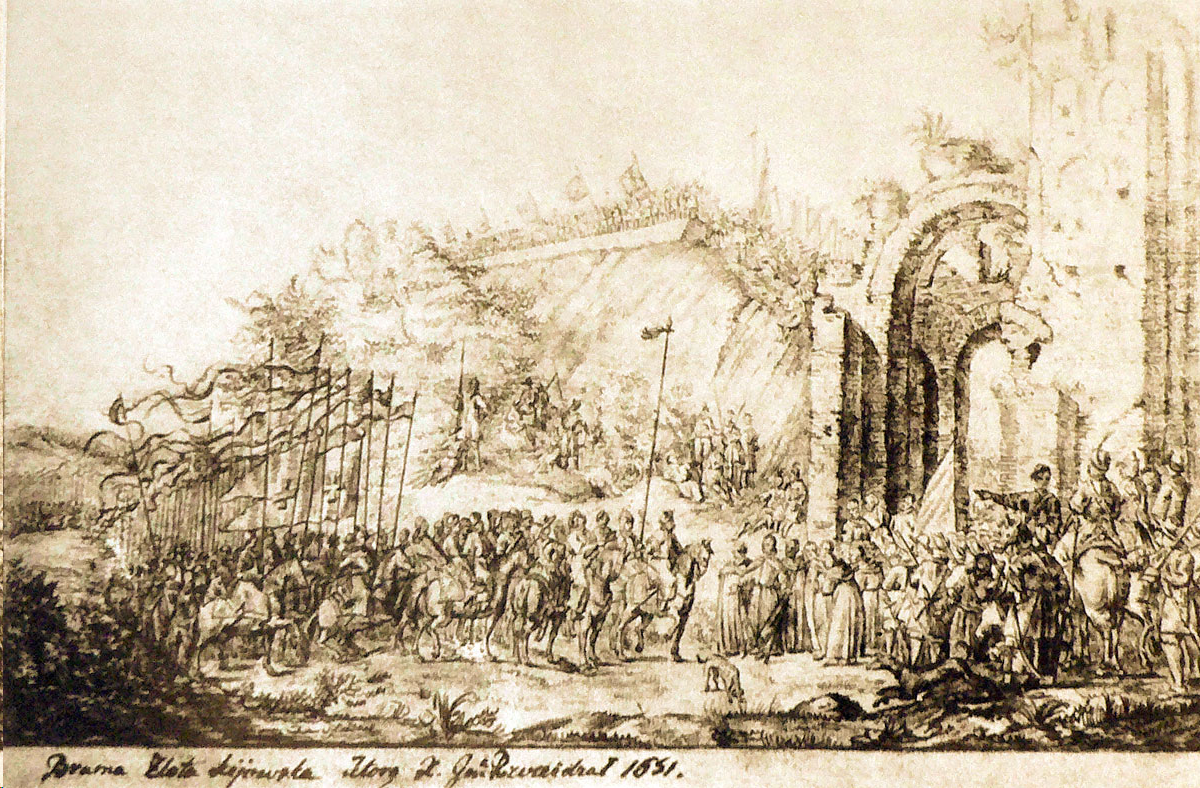
Торжественный въезд Радзивилла через Золотые ворота. Рисунок Абрахама ван Вестерфельда (1651)

Радзивилл беспрепятственно вошёл в Киев 25 июля, триумфально въехав через руины Золотых ворот. Сначала литовские войска вели себя спокойно, однако уже через пару дней перешли к грабежу и мародёрству. Было разграблено множество церквей, монастырей и мещанских усадеб. Согласно автору Черниговской летописи, «А Радивил з Литвою пришол до Киева и гді могл чути в кого скарбы, то побрал їх. А в Киеві на той час был митрополитом Силвестр Косов и много подавал Радивилу скарбу. И в монастыру Печерском брал [Радзивілл], що сам хотіл». Захватчики снимали и вывозили на лодках церковные колокола, ризы, чаши, кресты и иконы. Вслед за разграблением по всему городу начались пожары, достигшие своего пика 5—6 августа. Сгорели церковь Николы Доброго, церковь Николая Набережного, Трёхсвятительская церковь, Ильинская церковь, церковь Святого Богоявления, была разрушена церковь Успения Богородицы Пирогощи на Подоле.
В целом сгорело более 2000 зданий, то есть бо́льшая часть Киева. Пожары объясняются как попытки мародёров из войска Радзивилла замести следы грабежей. Также существует версия, что инициаторами поджогов могли быть в ряде случаев и казацкие диверсанты, чтобы «выкурить» литовцев из города и лишить их операционной базы. Казацкое войско за время восстания не раз прибегало к тактике выжженной земли.
За время удержания Киева литовцы смогли разбить отряд корсунского полковника Лукьяна Мозыри у переправы через Лыбедь. В конце августа Януш Радзивилл выступил из Киева с войском на соединение с приближающейся польской армией Николая Потоцкого и Мартина Калиновского. Объединённая армия Речи Посполитой сошлась с войском Хмельницкого в битве под Белой Церковью, окончившейся ничьей и заключением Белоцерковского мира.